# Tomaszówek (przystanek kolejowy)
Tomaszówek – przystanek kolejowy w Tomaszówku, w województwie łódzkim, w Polsce.
W 2021 roku PKP PLK rozpoczęła postępowanie przetargowe na realizację budowy przystanku. 11 grudnia 2022 roku wraz ze zmianą rozkładu jazdy przystanek otwarto.